# Marcel Logist
Marcel Logist (Outgaarden, 20 november 1947) is een voormalig Belgisch politicus voor sp.a.

## Levensloop

### Jeugd en beroepsloopbaan
Hij studeerde lager middelbaar onderwijs aan de Provinciale Normaalschool Tienen, waar hij afstudeerde in 1964. Hij werd beroepshalve vanaf 1965 bediende bij de Socialistische Mutualiteiten in Brussel en was nadien van 1978 tot 1991 gewestelijk secretaris voor het ziekenfonds, tot 1986 in Diest en nadien in Tienen.

### Politieke loopbaan
In november 1991 werd hij voor de SP verkozen tot lid van de Kamer van volksvertegenwoordigers voor het arrondissement Leuven. Hij vervulde dit mandaat tot in mei 1995. In de periode januari 1992-mei 1995 had hij als gevolg van het toen bestaande dubbelmandaat ook zitting in de Vlaamse Raad. De Vlaamse Raad was vanaf 21 oktober 1980 de opvolger van de Cultuurraad voor de Nederlandse Cultuurgemeenschap, die op 7 december 1971 werd geïnstalleerd, en was de voorloper van het huidige Vlaams Parlement.
Bij de eerste rechtstreekse verkiezingen voor het Vlaams Parlement van 21 mei 1995 werd Logist verkozen in de kieskring Leuven. Ook na de volgende Vlaamse verkiezingen van 13 juni 1999, 13 juni 2004 en 7 juni 2009  bleef hij Vlaams volksvertegenwoordiger. Hij beëindigde zijn mandaat in mei 2014. Sinds 30 juni 2014 mag hij zich ere-Vlaams volksvertegenwoordiger noemen. Die eretitel werd hem toegekend door het Bureau (dagelijks bestuur) van het Vlaams Parlement. Hij kwam in opspraak wegens de hoge uittredingsvergoeding van 414 000 euro die hij na zijn parlementaire loopbaan kreeg.
Op lokaal politiek vlak was Logist van 1983 tot 2015 gemeenteraadslid van Tienen. Van 1989 tot 1994 was hij er tevens schepen van Landbouw. In januari 1995 werd hij burgemeester van de gemeente, wat hij bleef tot eind 2000. Na een oppositiekuur van zes jaar was hij vanaf januari 2007 opnieuw burgemeester van Tienen. Eind 2014 stapte CD&V uit de coalitie, waarop sp.a tot een akkoord kwam met Open Vld en Groen om een nieuwe coalitie aan te gaan. Die coalitie kwam er echter niet nadat twee sp.a-raadsleden de nieuwe coalitie niet steunden. Na een politieke crisis van zeven maanden konden CD&V, N-VA, Open Vld en Groen in juli 2015 een nieuwe coalitie tot stand brengen, waarop Katrien Partyka de nieuwe burgemeester werd. Vervolgens nam Logist ontslag als gemeenteraadslid en kwam zijn politieke loopbaan ten einde. Bij de verkiezingen van oktober 2018 werd Logist opnieuw verkozen als gemeenteraadslid, maar hij besloot zijn zetel af te staan.
In 1999 verkreeg hij de titel van ridder in de Leopoldsorde.